# 鲁米利亚省
鲁米利亚省，1591年之前称鲁米利亚贝勒贝伊里克，奥斯曼帝国在巴尔干地区设立的一级行政区划。